# Ivana Hadži-Popović
Ivana Hadži-Popović (Beograd, 1951) srpska je književnica, rediteljka, scenarista i prevodilac.

## Biografija
Ivana Hadži-Popović je rođena u Beogradu, gde je završila gimnaziju, Filološki fakultet, odsek za francuski jezik i književnost. Magistrirala je na temi iz francuske književnosti kod profesora Ivana Dimića. Do sada je objavila osam romana: Sezona trešanja (1998), Knez (1999), Brod za Buenos Ajres (2001), Zamka ( 2004, nagrada „Isidora Sekulić“), Na Hadrijanovom tragu (2008), Japanska kutija (2010), Žena s buketom (2012), Vatra i cvet (2014) i tri zbirke eseja: Kolumbovo jaje (2006), Isidora, eros i tajna (2009), Poigravanje (2011).
Bavi se i prevođenjem romana, priča i eseja s francuskog i italijanskog jezika. Prevela je tridesetak autora: Margaret Jusenar, Mišela Turnijea, Kolet, Margerit Diras, Anrija de Monterlana, Pjera Mišona, Emilija Gadu, Dina Bucatija... Radi kao urednik u beogradskoj izdavačkoj kući Albatros Plus.
Umetnost u sprezi sa ljubavlju omiljena je tema ove autorke. Ono što piše je često smešteno u Beograd, kako onaj Despota Stefana tako i onaj dvadesetog veka, doba neograničene tiranije i Velikog brata koji ne voli nesalomivost, neukrotivost i neizmernost kakva je poezija, stoleće koje je prvi put i postavilo izuzetno važno pitanje odnosa žena prema literaturi i u kojem je jedna žena, Engleskinja Virdžinija Vulf, uspostavila novi, psihički jezik fikcije.
Živi i stvara u Beogradu.

## Dela

### Romani
- Sezona trešanja, KOV, Vršac 1998 (u najužem izboru za NIN-ovu nagradu).
- Knez, KOV,  Vršac, 1999.
- Brod za Buenos Ajres, Jugoslovenska knjiga Beograd, 2001;  86-7411-046-0.
- Zamka, „Filip Višnjić“ Beograd, 2004, (Nagrada Isidora Sekulić),  86-7363-412-1.
- Na Hadrijanovom tragu, „Filip Višnjić“ Beograd, 2008,  978-86-7363-567-5.
- Japanska kutija, Palabra Beograd 2010,  978-86-88091-01-5.
- Žena s buketom, Medijska knjižara Krug, Beograd 2012,  978-86-83523-44-3.
- Vatra i cvet, Medijska knjižara Krug, Beograd 2014,  978-86-83523-52-8.
- Ljubičice Leonarda da Vinčija, Albatros plus, Beograd 2017,  978-86-6081-244-7.[3]
- Senka doktora Junga, Albatros plus, Beograd 2020,  978-86-6081-313-0.

#### Sezona trešanja
Prvi roman koji je napisala, Sezona trešanja našao se 1999. godine u prvih pet za NIN-ovu nagradu. Trešnje kao metafizičko voće koje sublimira čežnju, lepotu, slast, ukus,  nezasitost, a svojom bojom i krv, metafora su mnogih njenih razmišljanja. Na vetrometini Prvog svetskog rata rađa se ljubav između francuske spisateljice Anais i srpskog avijatičara Dragoslava koji iz Beograda, s početka 20. veka, stiže u Pariz da studira nauku o mineralima. Anais se zaljubljuje u čednost njegove «poluistočnjačke, poluvarvarske kulture» koja je privlači, ali iz čijeg će, potom, krvavog ratnog okvira pobeći...

#### Knez
Beograd, 1407. Despot Stefan Lazarević, vladar i veliki graditelj, pesnik zlatnih stihova, diplomata, vojskovođa, vitez Zmajevog reda živi više života koji na svetlosti istoriografskih podataka i predanja nikada nisu dovoljno rasvetljeni. Tako njegov portret u romanu postaje skrivalica u kojoj Venecija, Dubrovnik, Budim, Porta, moćne sile tog vremena, igraju zakulisne igre...

#### Japanska kutija
Ovaj roman o ranjenoj seksualnosti i zloupotrebi emocija u New Age groznici u kojoj se nežnost zamenjuje erotikom, a strast pornografijom otkriva ono šta žena u potaji sanja i šta joj neprestano izmiče.Virtuelna stvarnost, u kojoj živimo, zavođenju daje neviđen zamah. Svaka vrsta moći je zavodljiva – novac, slava, obećanja, naročito ono o sreći. Od svega, najzavodljivija je, ipak, obmana. Ona, kao da najbolje prekriva naše duhovno i ekonomsko beznađe iz kojeg se, poput aveti, pomaljaju netrpeljivost i nasilje. Kao da smo postali protagonisti čuvenog Kjubrikovog filma iz sedamdesetih godina prošlog veka – «Paklena pomorandža».
Pa, kako u tom svetu pronaći ravnotežu? Junakinji, novinarki u tiražnom nedeljniku, pomaže zen krug koji će se konačno zatvoriti kad joj se, jedne noći, u rukama slučajno nađe japanska kutija...

#### Poigravanje
Ovo je zbirka kratkih literarnih biografija najvećih imena umetnosti, od Beketa, Joneska, Hemingveja do Spinoze i El Greka čiji su moto reči Virdžinije Vulf: "Sa zadovoljstvom bih bila Šekspirova mačka, Kitsovo prase i Skotov kanarinac da mogu da budem u društvu tih velikana." Autorka je ovu knjigu i napisala knjigu upravo u želji da u društvu svojih izabranika otkrije o njima i u njima ono što još niko nije. Zato je verovatno o toj knjizi Aleksandar Gatalica i zapisao:    
"Ne znam da li je knjiga Ivane Hadži-Popović teorija, nisam siguran ni da je praksa, ali jesam da je to vanredno lepo i osećajno ispisano štivo. Reč je o sedamnaest portreta umetnika napisanih ne dokumentarističkim, već poetskim stilom. Treba imati mnogo ljubavi da bi se napisala ovakva knjiga, koja se naprosto čita u jednom dahu. Medaljoni su pisani ekspresivnim stilom, tako što autorka bukvalno rekreira život, premišljanja i čitav unutarnji svet portretisanog umetnika. Zapis o Margaret Jursenar počinje rečima: „U osvit Prvog svetskog rata malena Belgijanka, u pariskom metrou, kupuje Aristofanove ‚Ptice‘. Ima osam godina i lutke je ne privlače.“ A onaj o Jonesku ovako: „Letnje popodne u La ŠaplenenTenzeu, jedan dečak neočekivano ulazi u nestvarnost.“ Ne pitajte se kako autorka sve ovo zna. Ne istražujte, zatvorite oči i krenite na putovanje. Da polazim na more, ovo bi bila prava knjiga za mene.

#### Žena s buketom
Žena s buketom  je neverovatna i nepredvidiva priča o potrazi za ljubavlju mladog beogradskog hirurga Luke na koga će se slučajno otkrivena tajna o roditeljima sručiti kao lavina. Roman iznenađujućih obrta i silovitih uvida otkriva zagonetnu igru božanskih brojeva koja je deo svake prave ljubavi i svake prave umetnosti. Pa ipak, i uprkos vekovima tumačenja, ostaje nedokučiva. Uostalom, kao ponekad i izlečenje od najtežih bolesti...
U središtu uzbudljivog psihološkog lavirinta nalazi se slika Pabla Pikasa "Žena s plavim cvećem". Slikarev izum "žene u fragmentima" figurira i na onoj, jednoj od njegovih najčuvenijih - "Gospođice iz Avinjona". Jer, uprkos sočnom voću ispod "gospođicinih" nogu, vizija pakla ostaje nepromenjena. Ili kako kaže junakinja romana: "Nikada nežnost nije bezazlena."

#### Vatra i cvet
Vatra i cvet je roman o tri genijalna pesnika dvadesetog veka koje je totalitarni režim likvidirao. Njihovi životi su filmski, njihova smrt takođe. Fikcija o Branku Miljkoviću, Sergeju Jesenjinu i Vladimiru Majakovskom zasnovana je na biografskim i istorijskim činjenicama i na dokumentarističkim sličnostima. To je pokušaj da se, posrednim putem, razotkrije sled događaja koji je doveo do završnog fatalnog čina kroz svedočenja savremenika, autobiografske i biografske zapise, prepisku, štampu, kritike, dokumentarne filmove, intervjue, eseje, studijske radove i romane o njima a koje se u napisali njihovi savremenici.
Većina likova je autentična, nekima je samo ime izmenjeno a neki su i izmišljeni u cilju ostvarenja priče. Oktavio Paz je rekao da pesnici nemaju biografiju zato što je ona  njihovo delo. Iz tog razloga poezija ova tri pesnika postala je i jedan od izvora spoznaje o njima, njihovim emocijama, stavovima, shvatnjima i doživljajima.Radnja obuhvata i sadašnji trenutak a s tim i pogled s vremenske udaljenosti.

### Eseji
- zbirka eseja Kolumbovo jaje, 2006.

### Prevodi
Prevela je sa francuskog desetinu romana, eseja i priča: Margerit Jursenar, Mišel Turnijea, Anri de Monteralana, Pjera Mišona... i sa italijanskog Dina Bucatija, Emilija Gadu...

#### Kolet, OKOVANA
Velika francuska spisateljica je kod nas nedovoljno poznata. U vreme Anais Nin, Virdžinije Vulf i Isidore Sekulić bavila se psihologijom žena i muškaraca, realno prikazujući seksualnost oba pola, ali i psihologijom životinja, naročito mačaka i to u vezi sa ljudskim ponašanjem.

Ovaj odličan roman događa se u Nici, Kanu i Parizu, pa iako je to vreme s početka 20. veka, izgleda kao da je baš reč o 21. veku. Zato što su psihološke dubine kojima se ova čudotvorka reči bavi, iste u svim vremenima i na svim podnebljima: savremeni odnos mladog muškarca između dve žene, one od 25. godina, površne i izdržavane i one druge, deset godina starije, samosvesne i emotivne koja od veze očekuje mnogo više...

#### Margerit Diras, EMILI L.
Za ovaj poetični roman čuvene autroke još čuvenijeg Ljubavnika inspiracija je engleska pesnikinja Emili Dikenson. To je priča o pisanju,poeziji, alkoholu, umetnosti, ljubavi, prevari, putovanju morem, starosti, mladosti... Jan je od nje nekoliko decenija mlađi...

#### Katrin Kleman, MARTIN I HANA
Francuska spistaljica u ovoj romansiranoj biografiji spaja svoje dve sklonosti, onu ka filozofiji i onu ka skandaloznim ljubavima. Reč je o ljubavnom trouglu između najvećeg filozofa 20. veka Martina Hajdegera, njegove žene Elfride i Hane Arent, jevrejske intelektualke velike duhovne dubine. Uprkos braku, ali i njegovoj nacističkoj epizodi, njihova veza traje 30 godina...

#### Benoa Ditertr, LETO 76
Autobiografska priča iz sedamdesetih godina prošlog veka, posle revolucije iz maja 1968, lirska i duhovita kada se budućnost poistovećivala sa napretkom a čovek upravo kročio na Mesec. Revolucionarna utopija tog vremena ispoljavala se kao životni i potrošački stil nalik na američki san. Ova savremena analiza tog vremena odiše nostalgijom za njim iako pisac smatra da je silazna putanja moderne epohe počela baš tada...

#### PISMA KRALJICE NATALIJE OBRENOVIĆ
Ova prava antička drama sadrži 127 pisama prevedenih iz rukopisa s francuskog jezika, izabranih od gotovo hiljadu, pohranjenih u istorijskim arhivima Srbije a koje je kraljica Natalija razmenjivala s mužem, kraljem Milanom Obrenovićem, sinom Aleksandrom, političarima: Garašaninom, Hristićem, Simićem, Ristićem i mnogim drugim svedocima tog vremena, uz fotografije kraljevske porodice. To je bilo doba kada je francuski bio jezik sporazumevanja u Evropi i Rusiji.
Knjiga počinje onim ljubavnim, upućenim 1883. kralju a završava se 1938. godine njenoj dvorskoj dami Ruži Orešković. Slata su iz Beograda, Sašinoa, Bijarica, Vibadena, Pariza... opisujući sve ključne događaje u Srbiji tog razdoblja: Srpsko-bugarski rat, razvod Kraljice Natalije i kralja Milana Obrenovića, njeno proterivanje iz Srbije, državni udar, pokušaj atentanta na kralja Milana.

## Filmovi
- kratki film "Nacizam i okultno"

## Spoljašnje veze
- Zloupotrebljava se slogan „Ništa neće biti kao ranije” („Politika”, 4. decembar 2020)